# Льодовикова ера Карру

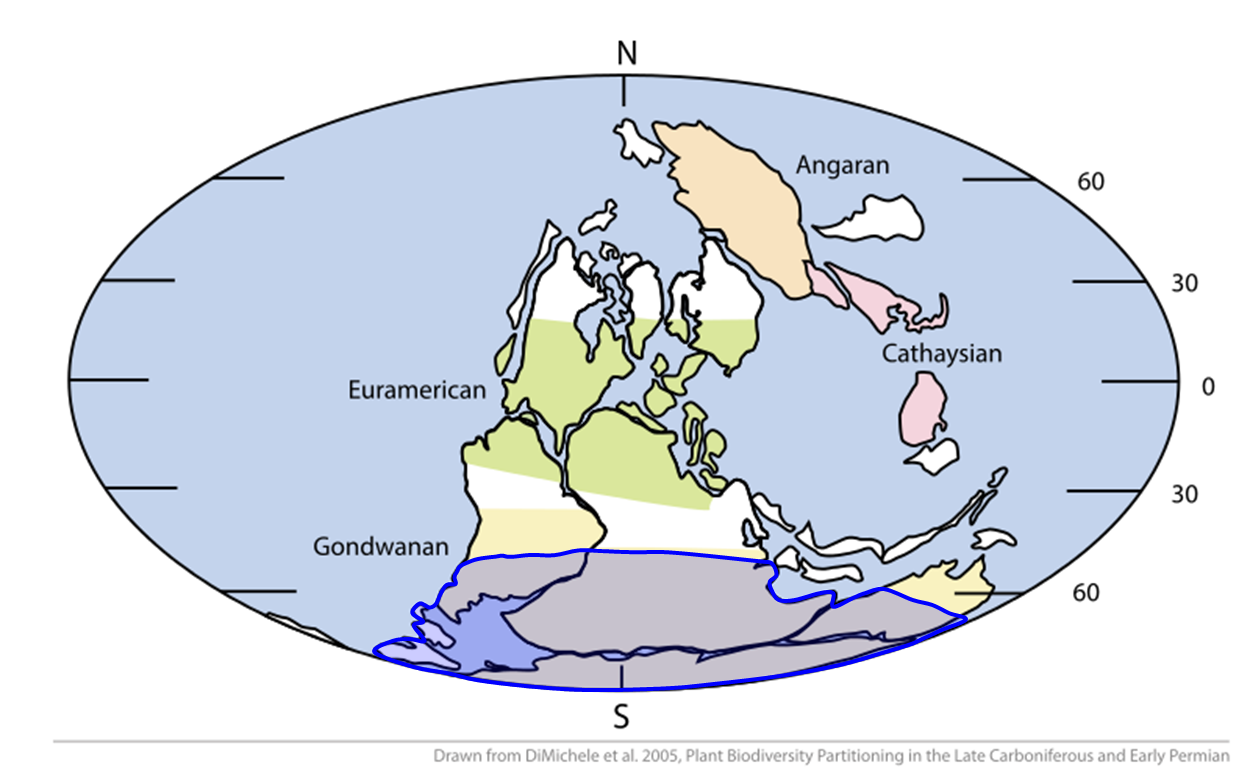
Приблизна межа поширення зледеніння Карру (синім) по суперконтиненту Гондвана під час Пермського та Кам'яновугільного періодів.

Льодовикова ера Карру (360–260 мільйонів років тому) була другою великою льодовиковою ерою фанерозойського еону. Назву вона отримала за валунну глину (група Двика), яку знаходять у регіоні Карру ПАР (і навколишніх територіях), де свідчення існування цієї льодовикової ери були вперше чітко ідентифіковані у 19-му сторіччі.
Тектонічне зіткнення континентів Лавруссії (пізніше, з Уральським орогенезом, Лавразії) та Гондвани у Пангею, в період Герцинсько-аллеганського орогенезу, створило величезну континентальну масу в антарктичному регіоні, а закриття океанів Реїкум та Япету призвело до порушень у теплих течіях океанів Панталасса та Палеотетіс, що призвело до прогресивного охолодження літніх періодів та накопичення снігових полів в зимові періоди. Це в свою чергу сприяло зростанню гірських льодовиків та їх поступовому об'єднанню у льодовикові поля, які поступово покрили майже всю Гондвану.
Знайдені свідчення принаймні двох великих періодів зледеніння:
- перший період зледеніння пов'язують з Місісіпієм (359,2-318,1 млн років тому): льодовикові поля поширювались з центру у сучасних південній Африці та Південній Америці;
- другий період зледеніння пов'язують з Пенсильванієм (318,1-299 млн років тому);льодовикові поля поширювались з центру у сучасних Австралії та Індії.

Межа зледеніння в Антарктиді відома погано, оскільки сучасні льодовикові поля приховують свідчення.

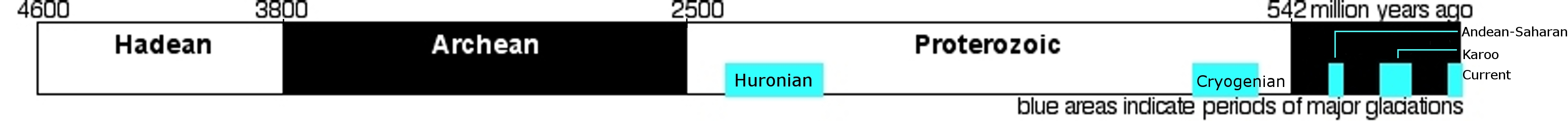
Часова шкала зледенінь (льодовикових періодів), позначених блакитним.

## Причини

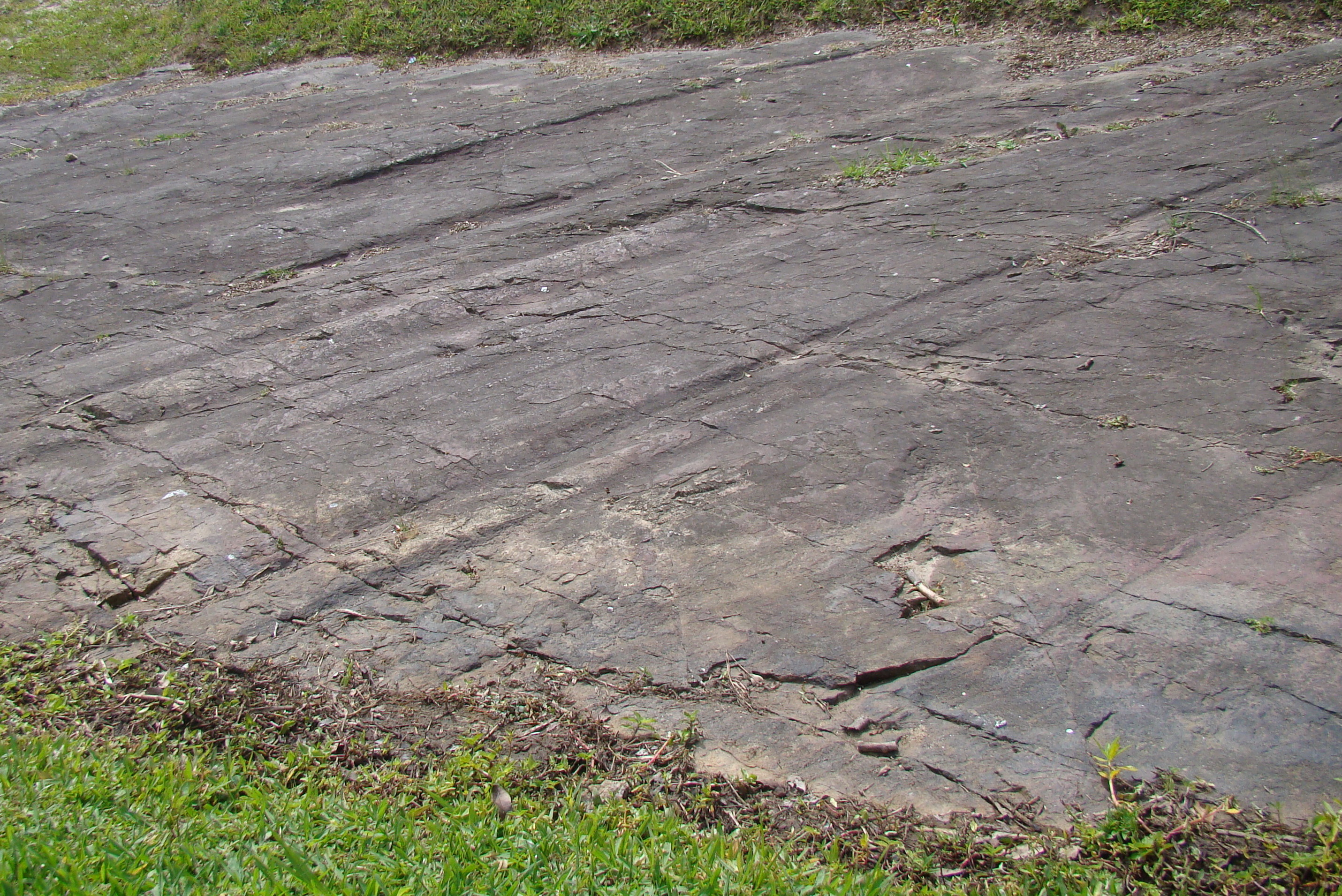
Льодовикова штриховка, створена льодовиками ери Карру у колонії Вітмарсум, Лаплатська низовина, Парана, Бразилія

Розвиток наземних рослин з початком девонського періоду розпочав довготривале зростання рівня кисню в атмосфері планети. Великі деревоподібні папороті, що мали висоту до 20 метрів, були другими після вугільних лісів великих деревоподібних плауновидних (30-40 метрів у висоту) кам'яновугільного періоду, які панували у екваторіальних  болотах, що тягнулися від Appalachia до Польщі, та пізніше на схилах Уралу. Рівень кисню досягав 35%, а загальний вміст двоокису вуглецю впав нижче 300 часток на мільйон, яке за сучасними уявленнями асоціюється з льодовиковими періодами. Це зменшення парникового ефекту поєдналось з накопиченням лігніну та целюлози (як стовбурів дерев та інших залишків вегетації) та їх похованням у товстих вугленосних шарах кам'яновугільного періоду. Зниження рівнів двоокису вуглецю в атмосфері вважається достатнім для початку процесу зміни кліматів на полюсах, що веде до прохолоднішого літа, яке недостатнє для танення снігу, який випав за попередню зиму. Зростання снігових полів вище 6 метрів створює достатній тиск для перетворення нижніх шарів у кригу.
Зростання планетарного альбедо Землі за рахунок льодовикових полів, які розширювались, призвело до спіралі позитивного зворотного зв'язку, далі збільшуючи льодовикові поля, аж доки процес не досяг межі. Падіння глобальних температур урешті-решт обмежило розвиток рослин, а зростання рівня кисню призвело до збільшення частоти великих пожеж. Це два фактори спричинили зростання рівня двоокису вуглецю в атмосфері, зупиняючи ефект «сніжка» та збільшуючи парниковий ефект, і рівні CO2 досягли 300 часток на мільйон у наступний пермський період. Надалі еволюція термітів, чиї шлунки містили безкисневе середовище для метаногенних бактерій, які харчувалися лігніном, перешкодила подальшому зв'язуванню вуглецю, повертаючи його в атмосферу у вигляді парникового газу метану.
Після того, як ці фактори зупинили та сприяли початку відступу льодовикових шапок, нижче планетарне альбедо спричинило тепліше  літо та зиму, що обмежило накопичення снігу у центрі шапок. Зростання рівня моря через потепління скоротило площу низовинну суходолу, де раніше безкисневі болота зв'язували і накопичували вуглець (у формі вугілля). З меншою територією зв'язування вуглецю, до атмосфери поверталось більше оксиду вуглецю, що сприяло розігріву планети. Десь 250 мільйонів років тому Земля повернулася до рівнів кисню, притаманних сьогоденню.

## Наслідки льодовикової ери Карру
Зростання рівнів кисню в атмосфері за часів ери Карру мало в значний вплив на еволюцію рослин та тварин. Вища концентрація кисню (і супутній вищий атмосферний тиск) дозволили розвиток енергозатратних метаболічних процесів, що сприяли еволюції великих наземних хребетних та польоту, наприклад схожої на бабку Meganeura, летючого хижака, який мав розмах крил 60-75 см.
Нешкідлива кремезна і броньована, схожа на багатоніжку, Артроплевра була 1,8 метрів у довжину; земноводні евриптериди Hibbertopteroidea були схожого розміру, а деякі скорпіони досягали 50-70 см.
Серед рослин зростання рівнів кисню призвело до еволюцію більшого спротиву пожежам та підштовхнуло розвиток квітучих рослин. За деякими генетичними дослідженнями, саме в цей період покритонасінні відділились від голонасінних.
Льодовикова ера Карру також спричинила появу унікальної послідовності осадів — циклотермів, які утворились через послідовну зміну середовища між морським та суходолом.